# Overwintering op Nova Zembla

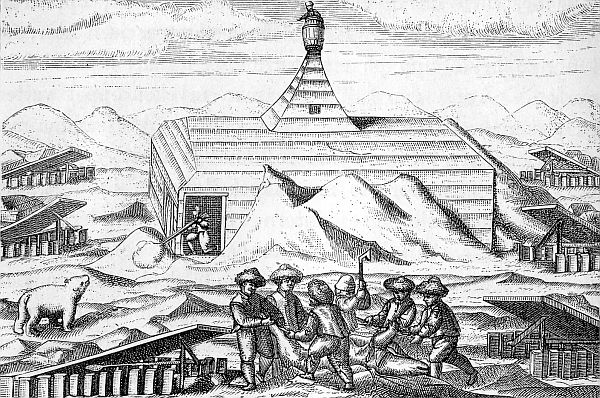
Tekening van Het Behouden Huys naar de beschrijving van Gerrit de Veer

De Overwintering op Nova Zembla van een groep schepelingen onder leiding van Willem Barentsz vond plaats op een eiland van de Russische Nova Zembla-archipel in de winter van 1596-1597. Barentsz had opdracht van de predikant, geograaf en een van Amsterdams belangrijkste kaartenmakers Petrus Plancius om een noordoostpassage richting India en China te vinden. Ook hoopten beide mannen de beloning van 25.000 guldens die de Nederlandse Staten-Generaal hiervoor had uitgeloofd te kunnen innen.
Na twee eerdere mislukte pogingen met kleinere schepen Nova Zembla zuidelijk via de Straat Joegor te passeren probeerde men nu het eiland noordelijk voorbij te komen. Barentsz slaagde erin de noordpunt van Nova Zembla te ronden, maar het schip kwam daarna aan de kust vast te zitten in het ijs.
Van timmerhout uit het schip en aangespoeld drijfhout werd een hut gebouwd om op het eiland te kunnen overwinteren. Dit onderkomen is bekend geworden als het Behouden Huys. De timmerman stierf, als eerste van de groep, twee dagen voordat de eerste balken van dit huis werden opgericht.
De volgende lente werden twee sloepen van het schip zeewaardiger gemaakt, zodat de zeventien opvarenden naar de bewoonde wereld konden terugkeren. Pas in juni was de kust zo ijsvrij dat men kon vertrekken. Barentsz stierf een week na het vertrek en kreeg een zeemansgraf. Zijn mannen bereikten onder leiding van de schipper, Jacob van Heemskerck, het Russische schiereiland Kola, waar ze werden opgepikt door een Nederlands handelsschip van Jan Cornelisz Rijp. De beloning is door het mislukken van de expeditie nooit uitgekeerd.
Gerrit de Veer maakte van de tocht een reisverslag dat grote bekendheid zou krijgen. Hij beschreef op 24 januari 1597 een zonsopkomst, twee weken eerder dan verwacht. Voor het verschijnsel is pas in 1604 een verklaring gevonden; een arctische luchtspiegeling, die bekendstaat als het Nova Zembla-effect. Van de zeventien opvarenden van Barentsz' reis zouden twaalf opvarenden Nederland levend terugzien.
Het Behouden Huys was in de negentiende en twintigste eeuw nog gedeeltelijk intact. Ook van het schip van Barentsz zijn door Russische onderzoekers nog stukken teruggevonden.

## In populaire cultuur
- Hendrik Tollens wijdde in 1820 een episch gedicht aan de reis van Barentsz: "De overwintering der Hollanders op Nova Zembla".
- In 1947 verscheen het jeugdboek De helden van Nova-Zembla, een overwintering in het hoge Noorden, geschreven door de Groningse schrijver Anton Hildebrand. Het werd oorspronkelijk uitgebracht door H. Meulenhoff te Amsterdam. In 1990 hertaalde Suzanne Braam het boek. Deze hertaling werd uitgegeven door G.B. van Goor & Zonen Uitgeversmaatschappij, onder de titel Het behouden huis.
- In 1979 werd door de VARA in zes delen het hoorspel De overwintering op Nova Zembla uitgebracht, geschreven door Dick Walda en met in de hoofdrollen Paul van der Lek, Frans Somers en Jan Borkus. Het werd later opnieuw uitgebracht door Uitgeverij Rubinstein.
- In 1996 baseerde het Zaanse muziekgezelschap De Kift het theaterstuk en de cd Gaaphonger op de overwintering.
- In 2005 verscheen het overzichtswerk De overwintering op Nova Zembla van de Amsterdamse historicus Hans Gramberg in de serie 'Verloren verleden' van Uitgeverij Verloren. Aan de hand van afbeeldingen van onder meer historische objecten verschaft Gramberg duiding over de gebeurtenis.
- In 2007 verscheen bij uitgeverij Walburg Pers Terugkeer naar Nova Zembla van schrijver Jaap Jan Zeeberg. Hierin staat zowel het scheepsjournaal van Gerrit de Veer als een aantal achtergronddocumenten over het Amsterdam van die tijd en de relevantie van het verhaal vandaag de dag.
- In 2011 verscheen bij National Geographic het historische werk Overwintering op Nova Zembla, geschreven door de Engelse schrijver Rayner Unwin en vertaald door Jelle Noorman. Ook dit boek geeft duiding over de gebeurtenis.
- In januari 2011 verscheen het boek Het Nova Zembla-verschijnsel, waarin de fysicus Siebren van der Werf verklaart hoe het kon dat op 24 januari door Heemskerck en De Veer de zon is gezien na de lange donkere winter, terwijl in de tabellen van geleerden stond dat dat pas op 8 februari het geval kon zijn. Barentsz geloofde de waarnemingen dan ook niet. Deze discussie werd dus pas in 2011 beslecht met behulp van natuurkundige theorie over het 'gedrag' van lichtstralen.
- Een documentaire van de RVU en outcuts van Terug naar ijshaven zijn te vinden op YouTube.
- Naar aanleiding van deze overwintering werd in 2011 met als regisseur en producent Reinout Oerlemans de Nederlandse film Nova Zembla gemaakt, met in de hoofdrollen Derek de Lint (Willem Barentsz), Victor Reinier (Jacob van Heemskerck) en Jan Decleir (Petrus Plancius).
- Ter uitgave van de film schreef de Sneekse schrijfster Lieneke Dijkzeul het boek De overwintering op Nova Zembla, een bewerking van haar eerder verschenen Bevroren tijd. Dit werd in dezelfde maand als de film uitgegeven door de uitgeverij Lemniscaat.
- In 2016 bracht de Utrechtse blackmetalband Grey Aura zijn debuutalbum Waerachtighe beschryvinghe van drie seylagien, ter wereld noyt soo vreemt ghehoort uit, vernoemd naar het scheepsjournaal van Gerrit de Veer. Het is een conceptalbum dat het verhaal van de overwintering heeft omgezet in achttien liederen en hoorspelen.
- In 2019 bracht de Amsterdamse melodieuze deathmetalband Alantia het Engelstalige album Nova Zembla uit in eigen beheer. Ook dit album vertelt het verhaal van de overwintering door middel van muziek begeleid door voorgelezen teksten.
- Ter gelegenheid van 200 jaar "Overwintering" van Tollens verscheen in 2019 bij uitgeverij Lalito een nieuwe uitgave met toelichting door Ruud Poortier.